# Liste der Brücken über die Arbogne
Die Liste der Brücken über die Arbogne nennt die Arbogne querende Brücken von der Quelle oberhalb Lussy bis zur Mündung bei Salavaux in die Broye. 

## Brückenliste
67 Übergänge überspannen den Fluss: 33 Strassenbrücken, 24 Feldwegbrücken, acht Fussgängerbrücken und zwei Eisenbahnbrücken.
| Bild | Name                                           | Ort                                   | Lage | Funktion                                                                                  | Konstruktion     | Material    | Länge in m | Höhe m ü. M. | Bemerkungen |
| ---- | ---------------------------------------------- | ------------------------------------- | ---- | ----------------------------------------------------------------------------------------- | ---------------- | ----------- | ---------- | ------------ | --- |
|      | Unbenannter Übergang (rechter Quellbach)       | Lussy                                 |      | Feldwegübergang                                                                           | Furt             | Erdboden    | 8          | 794          | Mountainbike-Hindernisparcours in Lussy |
|      | Unbenannte Brücke (rechter Quellbach)          | Lussy                                 |      | Feldwegbrücke                                                                             | Bachdurchlass    | Beton       | 4          | 788          | |
|      | Unbenannte Brücke (rechter Quellbach)          | Lussy                                 |      | Feldwegbrücke                                                                             | Bachdurchlass    | Beton       | 4          | 772          | |
|      | Unbenannte Brücke (rechter Quellbach)          | Lussy                                 |      | Feldwegbrücke                                                                             | Bachdurchlass    | Beton       | 4          | 739          | |
|      | Unbenannte Brücke (rechter Quellbach)          | Châtonnaye                            |      | Feldwegbrücke                                                                             | Bachdurchlass    | Beton       | 4          | 715          | |
|      | Unbenannte Brücke (linker Quellbach)           | Rossens                               |      | Feldwegbrücke                                                                             | Bachdurchlass    | Beton       | 4          | 773          | Höchstgewicht 3,5 t |
|      | Unbenannte Brücke (linker Quellbach)           | Rossens                               |      | Feldwegbrücke                                                                             | Bachdurchlass    | Beton       | 4          | 769          | Fahrverbot für Motorwagen, Motorräder und Motorfahrräder: Forst- und Landwirtschaft gestattet |
|      | Unbenannte Brücke (linker Quellbach)           | Rossens                               |      | Feldwegbrücke                                                                             | Bachdurchlass    | Beton       | 4          | 765          | |
|      | Unbenannte Brücke (linker Quellbach)           | Châtonnaye                            |      | Feldwegbrücke                                                                             | Bachdurchlass    | Beton       | 4          | 747          | Fahrverbot für Motorwagen, Motorräder und Motorfahrräder: Forst- und Landwirtschaft gestattet |
|      | Unbenannte Brücke (linker Quellbach)           | Châtonnaye                            |      | Feldwegbrücke                                                                             | Bachdurchlass    | Beton       | 4          | 736          | Fahrverbot für Motorwagen, Motorräder und Motorfahrräder: Forst- und Landwirtschaft gestattet |
|      | Unbenannte Brücke (linker Quellbach)           | Châtonnaye                            |      | Feldwegbrücke                                                                             | Bachdurchlass    | Beton       | 4          | 727          | Fahrverbot für Motorwagen, Motorräder und Motorfahrräder: Forst- und Landwirtschaft gestattet |
|      | Unbenannte Brücke                              | Châtonnaye                            |      | Feldwegbrücke                                                                             | Bachdurchlass    | Beton       | 4          | 713          | |
|      | Route de Villarimboud-Brücke                   | Châtonnaye                            |      | Strassenbrücke (zweispurig)                                                               | Bachdurchlass    | Beton       | 4          | 704          | PostAuto-Buslinie 460 (Romont FR-Villaz-St-Pierre-Sédeilles-Rosé-Avry Centre) |
|      | Route de la Brévire-Brücke                     | Châtonnaye                            |      | Strassenbrücke (zweispurig)                                                               | Bachdurchlass    | Beton       | 4          | 700          | |
|      | Unbenannte Brücke                              | Châtonnaye                            |      | Feldwegbrücke                                                                             | Balkenbrücke     | Beton       | 7          | 694          | |
|      | Unbenannte Brücke                              | Châtonnaye                            |      | Feldwegbrücke                                                                             | Balkenbrücke     | Beton       | 7          | 690          | |
|      | Unbenannte Brücke                              | Châtonnaye                            |      | Feldwegbrücke                                                                             | Balkenbrücke     | Beton       | 7          | 687          | |
|      | Unbenannte Brücke                              | Torny-le-Grand                        |      | Feldwegbrücke                                                                             | Balkenbrücke     | Beton       | 7          | 685          | |
|      | Route de Villarimboud-Brücke                   | Torny-le-Grand                        |      | Strassenbrücke (zweispurig)                                                               | Balkenbrücke     | Beton       | 7          | 682          | Veloland-Route 87 La Broye–La Gruyère (Payerne–Bulle) und Route 99 Herzroute (Etappe 2 Romont–Laupen) |
|      | Unbenannte Brücke                              | Torny-le-Grand                        |      | Feldwegbrücke                                                                             | Balkenbrücke     | Beton       | 5          | 675          | |
|      | L'Echena-Brücke                                | Torny-le-Grand                        |      | Feldwegbrücke                                                                             | Bachdurchlass    | Beton       | 4          | 671          | |
|      | Unbenannte Brücke                              | Torny-le-Grand                        |      | Feldwegbrücke                                                                             | Balkenbrücke     | Beton       | 4          | 665          | |
|      | Montbelley-Brücke                              | Torny-le-Grand                        |      | Strassenbrücke (zweispurig)                                                               | Balkenbrücke     | Beton       | 6          | 651          | |
|      | Aquädukt-Brücke Süd (Route de la Pisciculture) | Torny-le-Grand                        |      | Strassenbrücke (zweispurig) 1400                                                          | Bachdurchlass    | Beton       | 19         | 648          | Das Bauwerk wurde 1884 erstellt. PostAuto-Buslinien 460 (Romont FR-Villaz-St-Pierre-Sédeilles-Rosé-Avry Centre) und 462 (Romont FR-Sédeilles-Rosé-Avry Centre) |
|      | Unbenannte Brücke                              | Torny-le-Grand                        |      | Feldwegbrücke                                                                             | Balkenbrücke     | Beton       | 7          | 636          | |
|      | Route de la Scie-au-Crot-Brücke                | Grandsivaz – Corserey                 |      | Strassenbrücke (einspurig)                                                                | Bogenbrücke      | Stein Beton | 6          | 629          | Schleudergefahr Eingeschränkter Winterdienst (Strasse nicht gesalzen) Höchstgewicht 16 t Flussabwärts beginnt das national geschützte Auengebiet Montagny-les-Monts. |
|      | Hauptstrasse-Brücke                            | Grandsivaz – Prez-vers-Noréaz         |      | Strassenbrücke (zweispurig) 181 2100                                                      | Hohlkastenbrücke | Beton       | 225        | 625          | Eröffnet 1983 Höchstgeschwindigkeit 80 km/h |
|      | Impasse du Moulin-Brücke                       | Grandsivaz – Prez-vers-Noréaz         |      | Strassenbrücke (zweispurig)                                                               | Bachdurchlass    | Beton       | 4          | 609          | Sackgasse 800 m flussabwärts auf der linken Flussseite befindet sich das national geschützte Amphibienlaichgebiet La Russille, Vers les Gours. |
|      | Moulin-de-Prez-Steg                            | Montagny-les-Monts – Prez-vers-Noréaz |      | Fussgängerbrücke                                                                          | Balkenbrücke     | Stahl Holz  | 9          | 551          | Wanderland-Route 4 ViaJacobi (Etappe 32 Fribourg (Villars-sur-Glâne)–Payerne) |
|      | Unbenannte Brücke                              | Montagny-les-Monts – Noréaz           |      | Feldwegbrücke                                                                             | Balkenbrücke     | Stahl       | 7          | 542          | Fahrverbot für Motorwagen, Motorräder und Motorfahrräder: Forstwirtschaft gestattet Veloland-Route 87 La Broye–La Gruyère (Payerne–Bulle) und Route 99 Herzroute (Etappe 2 Romont–Laupen) Wanderland-Route 4 ViaJacobi (Etappe 32 Fribourg (Villars-sur-Glâne)–Payerne) |
|      | Unbenannte Brücke                              | Montagny-les-Monts                    |      | Feldwegbrücke                                                                             | Balkenbrücke     | Stahl       | 7          | 529          | Fahrverbot für Motorwagen, Motorräder und Motorfahrräder: Forstwirtschaft gestattet Veloland-Route 87 La Broye–La Gruyère (Payerne–Bulle) und Route 99 Herzroute (Etappe 2 Romont–Laupen) Wanderland-Route 4 ViaJacobi (Etappe 32 Fribourg (Villars-sur-Glâne)–Payerne) |
|      | Unbenannte Brücke                              | Montagny-les-Monts                    |      | Feldwegbrücke                                                                             | Balkenbrücke     | Stahl       | 10         | 527          | Fahrverbot für Motorwagen, Motorräder und Motorfahrräder: Forstwirtschaft gestattet Veloland-Route 87 La Broye–La Gruyère (Payerne–Bulle) und Route 99 Herzroute (Etappe 2 Romont–Laupen) Wanderland-Route 4 ViaJacobi (Etappe 32 Fribourg (Villars-sur-Glâne)–Payerne) |
|      | Unbenannte Brücke                              | Les Arbognes                          |      | Strassenbrücke (einspurig)                                                                | Balkenbrücke     | Beton Holz  | 11         | 508          | Private Zufahrtsstrasse zum Gebäude Impasse des Pelons 94. |
|      | Unbenannte Brücke                              | Les Arbognes                          |      | Feldwegbrücke                                                                             | Balkenbrücke     | Stahl Holz  | 12         | 502          | Privater Übergang beim Gebäude Les Arbognes 84. |
|      | Les Arbognes-Brücke                            | Les Arbognes                          |      | Strassenbrücke (zweispurig)                                                               | Balkenbrücke     | Beton       | 11         | 502          | Höchstgewicht 16 t Veloland-Route 34 Alter Bernerweg (Etappe 1 Estavayer-le-Lac–Laupen) und Route 87 La Broye–La Gruyère (Payerne–Bulle) Wanderland-Route 4 ViaJacobi (Etappe 32 Fribourg (Villars-sur-Glâne)–Payerne) |
|      | Unbenannte Brücke                              | Les Arbognes                          |      | Strassenbrücke (einspurig) mit Rohrleitung an der Brückenwand                             | Balkenbrücke     | Beton       | 11         | 499          | Wanderweg |
|      | Moulin des Arbognes-Brücke                     | Cousset                               |      | Strassenbrücke (zweispurig) mit abgetrenntem Trottoir und Rohrleitung an der Brückenwand  | Bogenbrücke      | Stein Beton | 14         | 498          | Schützenswerte Steinbogenbrücke Veloland-Route 34 Alter Bernerweg (Etappe 1 Estavayer-le-Lac–Laupen) und Route 87 La Broye–La Gruyère (Payerne–Bulle) Wanderland-Route 4 ViaJacobi (Etappe 32 Fribourg (Villars-sur-Glâne)–Payerne) PostAuto-Buslinie 334 (Cousset-Montagny-Mannens) |
|      | Impasse du Pra-Laurent-Brücke                  | Cousset                               |      | Strassenbrücke (einspurig) mit Rohrleitungen an der Brückenwand                           | Balkenbrücke     | Stahl       | 9          | 492          | Höchstgewicht 5 t |
|      | Arbognes-Brücke                                | Cousset                               |      | Strassenbrücke (zweispurig) mit abgetrenntem Trottoir und Rohrleitung an der Brückenwand  | Bogenbrücke      | Stein Beton | 14         | 487          | Schützenswerte Steinbogenbrücke Höchstgeschwindigkeit 50 km/h Veloland-Route 34 Alter Bernerweg (Etappe 1 Estavayer-le-Lac–Laupen) und Route 87 La Broye–La Gruyère (Payerne–Bulle) Wanderland-Route 4 ViaJacobi (Etappe 32 Fribourg (Villars-sur-Glâne)–Payerne) |
|      | SBB-Brücke                                     | Cousset                               |      | Eisenbahnbrücke (eingleisig)                                                              | Bachdurchlass    | Beton       | 4          | 487          | Höchstgeschwindigkeit 80 km/h Bahnstrecke Yverdon–Payerne–Fribourg |
|      | Hauptstrasse-Brücke                            | Cousset                               |      | Strassenbrücke (zweispurig) 157 2200                                                      | Balkenbrücke     | Beton       | 9          | 481          | Die Brücke wurde 1937 erstellt. Höchstgeschwindigkeit 60 km/h PostAuto-Buslinie 334 (Cousset-Montagny-Mannens) |
|      | Unbenannte Brücke                              | Cousset – Corcelles-près-Payerne      |      | Fussgängerbrücke                                                                          | Balkenbrücke     | Holz        | 18         | 470          | Allgemeines Fahrverbot Gebaut 2013 Wanderland-Route 4 ViaJacobi (Etappe 32 Fribourg (Villars-sur-Glâne)–Payerne) Interkantonale Brücke (Kantonsgrenze Freiburg – Waadt) |
|      | Route de Corcelles-Brücke                      | Cousset – Corcelles-près-Payerne      |      | Strassenbrücke (zweispurig)                                                               | Bogenbrücke      | Stein       | 14         | 467          | Höchstgeschwindigkeit 80 km/h Veloland-Route 34 Alter Bernerweg (Etappe 1 Estavayer-le-Lac–Laupen) und Route 87 La Broye–La Gruyère (Payerne–Bulle) Interkantonale Brücke (Kantonsgrenze Freiburg – Waadt) |
|      | Hauptstrasse-Brücke                            | Corcelles-près-Payerne                |      | Strassenbrücke (zweispurig) 601                                                           | Balkenbrücke     | Beton       | 300        | 454          | Gebaut 2022 Höchstgeschwindigkeit 80 km/h Das Bauwerk überquert auch die Bahnstrecke Yverdon–Payerne–Fribourg. |
|      | Unbenannte Brücke                              | Corcelles-près-Payerne                |      | Strassenbrücke (zweispurig)                                                               | Balkenbrücke     | Beton       | 8          | 454          | Privater Übergang zum Gebäude Impasse Clos-à-Pugin 20.1 / 20.2. |
|      | Unbenannter Steg                               | Corcelles-près-Payerne                |      | Fussgängerbrücke mit Rohrleitung an der Brückenseite                                      | Balkenbrücke     | Holz        | 10         | 454          | Wanderland-Route 4 ViaJacobi (Etappe 32 Fribourg (Villars-sur-Glâne)–Payerne) |
|      | Rue Vers-chez-Cherbuin-Brücke                  | Corcelles-près-Payerne                |      | Fussgängerbrücke                                                                          | Balkenbrücke     | Stahl       | 7          | 454          | Eine hydrologische Messstation des Kantons Waadt befindet sich 30 m flussabwärts auf der rechten Flussseite. |
|      | Unbenannte Brücke                              | Corcelles-près-Payerne                |      | Strassenbrücke (einspurig) mit Trottoir                                                   | Balkenbrücke     | Stahl       | 7          | 454          | Private Garageneinfahrt zum Gebäude Route du Grand-Chemin 3.1. |
|      | Route de Bitternaz-Brücke                      | Corcelles-près-Payerne                |      | Strassenbrücke (zweispurig) mit Trottoirs 518                                             | Balkenbrücke     | Beton       | 20         | 454          | Gebaut 1953 Skatingland-Route 3 Mittelland Skate (Etappe 11 Avenches–Estavayer-le-Lac) Veloland-Route 34 Alter Bernerweg (Etappe 1 Estavayer-le-Lac–Laupen), Route 44 Le Jorat–Trois Lacs–Emme (Etappe 2 Payerne–Aarberg), Route 87 La Broye–La Gruyère (Payerne–Bulle) und Route 481 Les collines de la Broye (Payerne–Avenches–Estavayer-le-Lac–Payerne) Hinweistafel: Fischen flussabwärts verboten |
|      | Unbenannter Steg                               | Corcelles-près-Payerne                |      | Fussgängerbrücke                                                                          | Bogenbrücke      | Stahl Holz  | 7          | 453          | Übergang ist nicht behindertengerecht (Treppen). Hinweistafel: Fischen verboten |
|      | Vuaz Séguin-Brücke                             | Corcelles-près-Payerne                |      | Strassenbrücke (zweispurig)                                                               | Balkenbrücke     | Beton       | 7          | 452          | Hinweistafel: Fischen flussaufwärts verboten |
|      | Unbenannter Steg                               | Corcelles-près-Payerne                |      | Fussgängerbrücke                                                                          | Balkenbrücke     | Stahl Holz  | 7          | 452          | Privater Übergang zum Gebäude Rue des Péralles 12a.1. |
|      | Route du Bornalet-Steg                         | Corcelles-près-Payerne                |      | Fussgängerbrücke                                                                          | Balkenbrücke     | Stahl       | 8          | 451          | |
|      | Rue des Condémines-Brücke                      | Corcelles-près-Payerne                |      | Strassenbrücke (zweispurig)                                                               | Balkenbrücke     | Beton       | 12         | 451          | |
|      | SBB-Brücke                                     | Corcelles-près-Payerne – Dompierre    |      | Eisenbahnbrücke (eingleisig) mit abgetrenntem Fussgängerübergang                          | Balkenbrücke     | Stahl       | 20         | 443          | Höchstgeschwindigkeit 125 km/h Bahnstrecke (Lausanne)–Palézieux–Kerzers Interkantonale Brücke (Kantonsgrenze Waadt – Freiburg) Die Brücke wird ersetzt. |
|      | Au Bas des Moulins-Brücke                      | Dompierre                             |      | Strassenbrücke (zweispurig)                                                               | Balkenbrücke     | Beton       | 16         | 441          | |
|      | Unbenannte Brücke                              | Domdidier                             |      | Strassenbrücke (zweispurig)                                                               | Balkenbrücke     | Beton       | 21         | 440          | |
|      | Route de Saint-Aubin-Brücke                    | Domdidier                             |      | Strassenbrücke (zweispurig) 2510                                                          | Balkenbrücke     | Beton       | 18         | 440          | Die Brücke wurde 1994 erstellt. TPF-Buslinien 544 (Fribourg–Avenches–Domdidier–Gletterens) und 556 (Villarepos–Domdidier–Gletterens–Rueyres-les-Prés) |
|      | Unbenannte Brücke                              | Avenches – Domdidier                  |      | Strassenbrücke (zweispurig)                                                               | Balkenbrücke     | Beton       | 22         | 439          | Interkantonale Brücke (Kantonsgrenze Waadt – Freiburg) |
|      | Unbenannte Brücke                              | Avenches – Domdidier                  |      | Strassenbrücke (zweispurig)                                                               | Balkenbrücke     | Beton       | 14         | 438          | Zufahrtsstrasse zur Kläranlage Belmont-Broye. Die Einfahrt auf das Areal ist durch eine elektrische Schranke geregelt. Interkantonale Brücke (Kantonsgrenze Waadt – Freiburg) |
|      | Unbenannter Steg                               | Avenches – Domdidier                  |      | Fussgängerbrücke                                                                          | Balkenbrücke     | Stahl       | 12         | 434          | Interkantonale Brücke (Kantonsgrenze Waadt – Freiburg) |
|      | Unbenannte Brücke                              | Avenches – Domdidier                  |      | Strassenbrücke (einspurig)                                                                | Balkenbrücke     | Beton       | 52         | 434          | Interkantonale Brücke (Kantonsgrenze Waadt – Freiburg) |
|      | A1-Brücke                                      | Avenches – Domdidier                  |      | Autobahnbrücke (vierspurig) mit zwei Standspuren und Rohrleitungen unterhalb der Fahrbahn | Hohlkastenbrücke | Beton       | 50         | 434          | Höchstgeschwindigkeit 120 km/h Der A1-Abschnitt zwischen Greng und Payerne wurde 1996 eröffnet. Interkantonale Brücke (Kantonsgrenze Waadt – Freiburg) |
|      | Les Longs Prés-Brücke                          | Avenches                              |      | Strassenbrücke (zweispurig)                                                               | Balkenbrücke     | Beton       | 17         | 434          | Eine hydrologische Messstation des Kantons Waadt befindet sich bei der Brücke. |
|      | Hauptstrasse-Brücke                            | Avenches                              |      | Strassenbrücke (zweispurig) 153 503                                                       | Balkenbrücke     | Beton       | 100        | 434          | Höchstgeschwindigkeit 80 km/h PostAuto-Buslinie 540 (Avenches-Villars-le-Grand-Cudrefin) |
|      | Unbenannte Brücke                              | Avenches                              |      | Strassenbrücke (zweispurig)                                                               | Balkenbrücke     | Beton       | 21         | 434          | |
|      | Unbenannte Brücke                              | Salavaux                              |      | Strassenbrücke (einspurig)                                                                | Balkenbrücke     | Beton       | 24         | 434          | |